# Daytona Beach
Daytona Beach (platja de Daytona) és una ciutat turística costanera al centre-est de Florida (Estats Units). El 2010 tenia 61.005 habitants. La principal font d'ingressos és el turisme residencial i la platja.
Situat a l'extrem oriental del comtat de Volusia, a prop de la costa atlàntica, la seva població era de 72.647 al cens del 2020. Daytona Beach es troba a aproximadament 67,6 km al nord-est d'Orlando, 144,8 km al sud-est de Jacksonville i 371,8 km al nord-oest de Miami. Forma part de l'àrea metropolitana de Deltona–Daytona Beach–Ormond Beach, que té una població d'uns 600.000 habitants i també és una ciutat principal de la regió de Halifax area de Florida.
La platja de Daytona és coneguda històricament per la seva sorra compacta permet que els vehicles motoritzats arribin a la platja en zones restringides. Aquesta sorra compacta va fer de Daytona Beach una meca dels esports de motor, i l'antic Daytona Beach and Road Course va acollir curses durant més de 50 anys. Aquest va ser substituït el 1959 per Daytona International Speedway. La ciutat també és la seu de NASCAR.
Daytona Beach acull durant l'any població forana, que visiten la ciutat per a diversos esdeveniments, especialment Speedweeks a principis de febrer, quan més de 200.000 aficionats de NASCAR acudeixen a la inauguració de la temporada de les 500 milles de Daytona. Altres esdeveniments inclouen el NASCAR Coke Zero, Cursa Sugar 400 a l'agost, Daytona 200 (dins la Bike Week) a principis de març, Biketoberfest a finals d'octubre i la cursa de resistència de les 24 hores de Daytona al gener.